# Kębłowo (powiat wrzesiński)
Kębłowo – wieś w Polsce położona w województwie wielkopolskim, w powiecie wrzesińskim, w gminie Miłosław.
W latach 1975–1998 miejscowość należała administracyjnie do województwa poznańskiego.
Zobacz też: Kębłowo, Kębłowo Nowowiejskie